# Achias opipes
Achias opipes är en tvåvingeart som beskrevs av Mcalpine 1994. Achias opipes ingår i släktet Achias och familjen bredmunsflugor. Inga underarter finns listade i Catalogue of Life.